# Kanton Châtellerault-Nord
Kanton Châtellerault-Nord (fr. Canton de Châtellerault-Nord) je francouzský kanton v departementu Vienne v regionu Poitou-Charentes. Skládá se ze dvou obcí.

## Obce kantonu
- Châtellerault (severní část)
- Saint-Sauveur